# الحزب الليبرالي القومي الروماني
الحزب الليبرالي القومي (بالرومانية: Partidul Național Liberal)‏ هو حزب ليبرالي محافظ روماني ذو سياسات قومية ليبرالية، تأسس في سنة 1990، هذا الحزب عضو في حزب تجمع الليبراليين والديمقراطيين الأوروبي في البرلمان الأوروبي، في سنة 2014 أصبح عضو كامل في حزب الشعب الأوروبي.